# Dřevěný most (Praha)
Dřevěný most byl provizorní silniční most v Praze, který stál v letech 1891 až 1900 přes Vltavu. Stál cca 300 m západně od dnešního Štefánikova mostu a 460 m východně od Čechova mostu. Ač měl být jednoletým provizoriem, nakonec zůstal ve službě devět let.

## Historie
Most byl vybudován vzhledem k připravované jubilejní zemské výstavě. Tehdy byl předpokládán značný počet návštěvníků nově zřízeného výstaviště v Holešovicích. Most císaře Františka Josefa I., který byl ve stavu těsně před rekonstrukcí, svou nosností nevyhovoval, a tak bylo rozhodnuto postavit nový most jako posilový.

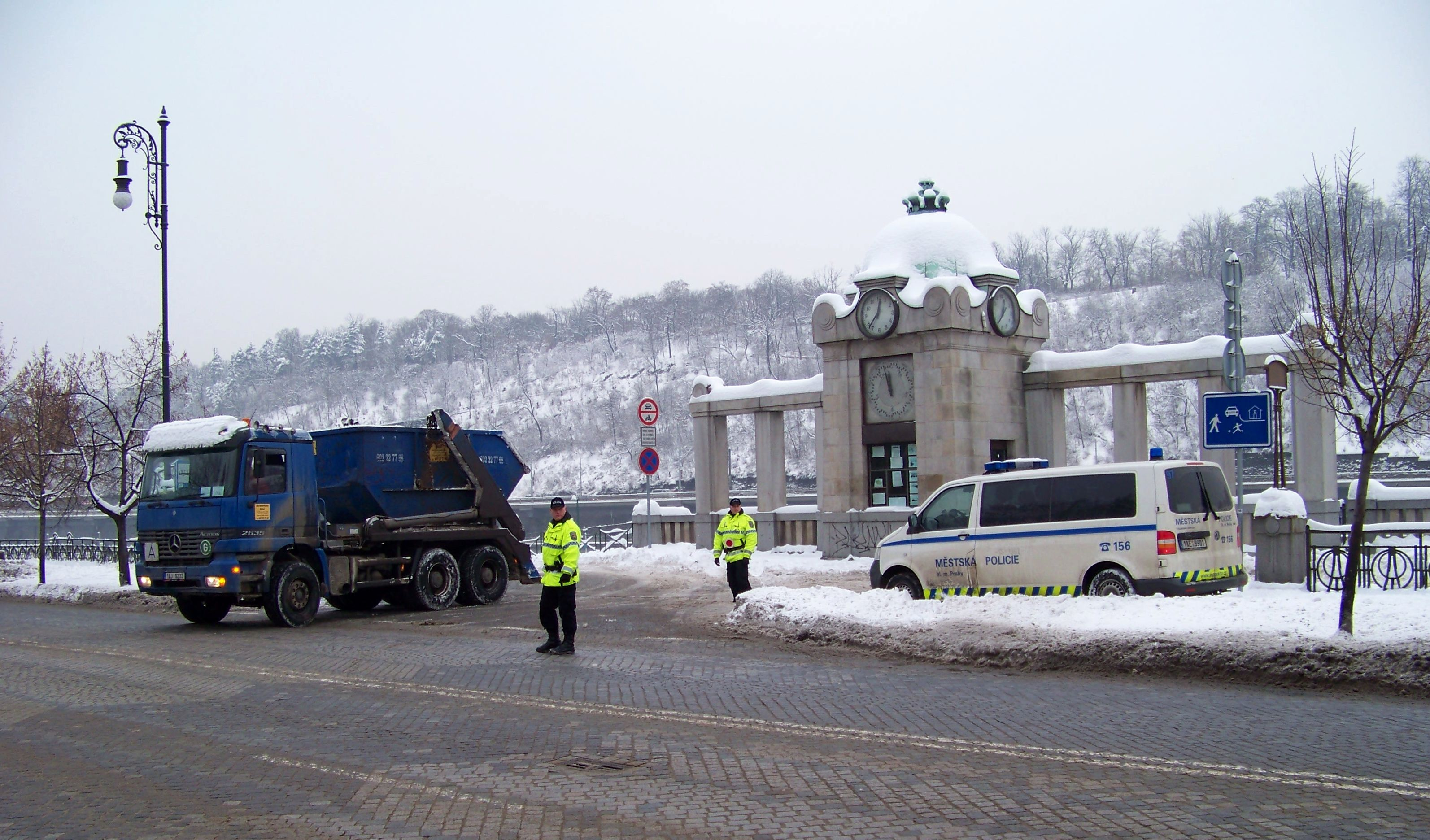
Limnigraf, kde se nacházel jižní konec mostu

Jako vhodná lokalita pro překonání Vltavy se ukázal být ze staroměstské strany prostor před Anežským klášterem (kde se dnes nachází limnigraf), tzv. „stará Havírna“ a ze strany letenské potom strážní domek u Rudolfovy štoly. Cca 160 m dlouhý most, zbudovaný celý ze dřeva, byl posazen na pěti pilířích (pozůstatky čtyř se nacházejí na vltavském dně, pátý byl – z jižní strany – odstraněn v souvislosti s regulací břehu). Byl velmi jednoduché konstrukce (příhradový most tzv. Howeovy soustavy) se šesti mostními poli. Navrhl jej inženýr Jiří Soukup.
Most byl dokončen roku 1891. Provoz probíhal po jistou dobu po obou mostech, po každém v jiném směru. Snížení míry provozu tak bylo uskutečněno jednosměrností. Tramvajová doprava ovšem na dřevěný provizorní most převedena nebyla.
Most nebyl po skončení výstavy stržen hned, neboť se předpokládalo, že vedle stojící zavěšený most bude rekonstruován. Navíc se v roce 1895 opakovala situace vzhledem k plánované Národopisné výstavě. Mezi místními nicméně nebyl příliš oblíben.
Po dokončení rekonstrukce a uvedení mostu císaře Františka Josefa I. (předchůdce Štefánikova mostu) zpět do provozu byl tento most rozebrán. Jeho části byly použity pro další obdobný most pro Štvanici, později některé převezeny do Ostravy. Dřevo mostu bylo do jisté míry shnilé. Po roce 1901 byla zahájena regulace této části vltavského břehu.

## Dokumentace
Most je vyobrazen na mapách druhého vojenského mapování a Polohopisném plánu Malé Strany a Hradčan z roku 1891.